# جيمي هاريس (لاعب كرة قدم أمريكية)
جيمي هاريس (بالإنجليزية: Jimmy Harris) هو لاعب كرة قدم أمريكية أمريكي، ولد في 12 نوفمبر 1934 في تيريل في الولايات المتحدة، وتوفي في 9 أغسطس 2011 في شريفبورت في الولايات المتحدة بسبب سرطان الرئة.

## وصلات خارجية
- جيمي هاريس على موقع مرجع كرة القدم المحترفة.كوم (الإنجليزية)